# Geschichte der Leuchtreklame in Deutschland

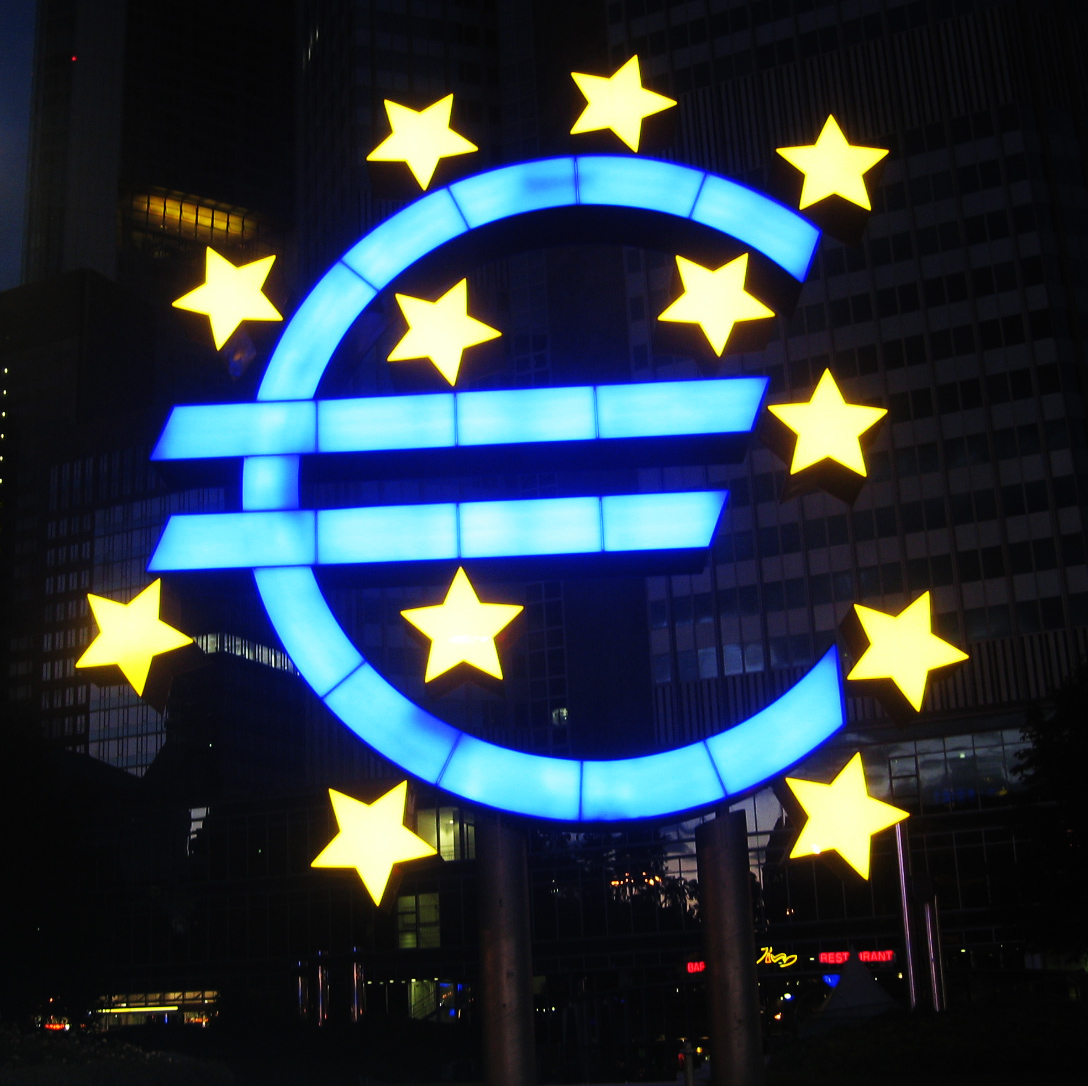
Das leuchtende EURO-Zeichen vor der Europäischen Zentralbank in Frankfurt/Main

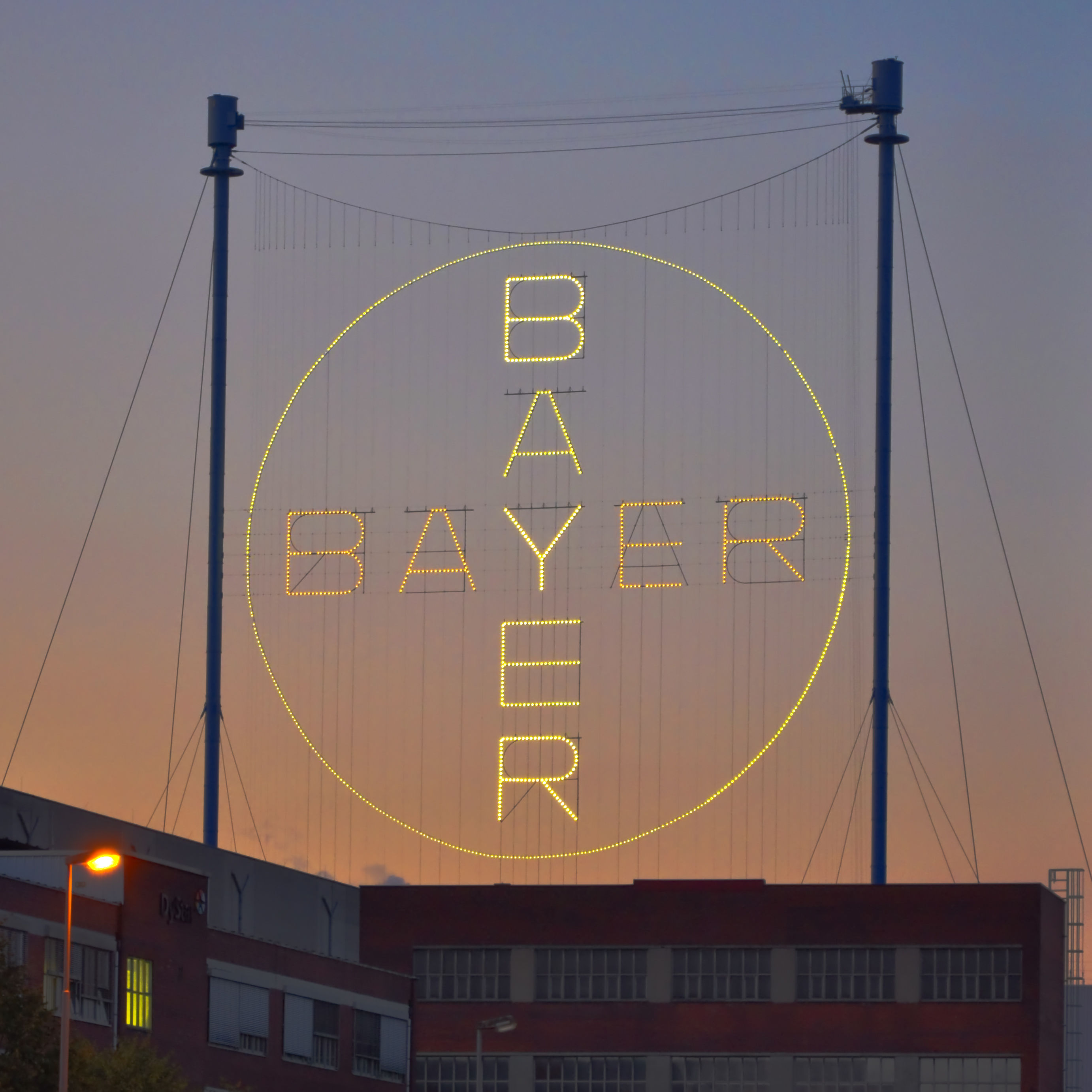
Das Bayer-Kreuz in Leverkusen, mit 51 Metern Durchmesser eine der größten Lichtwerbeanlagen der Welt

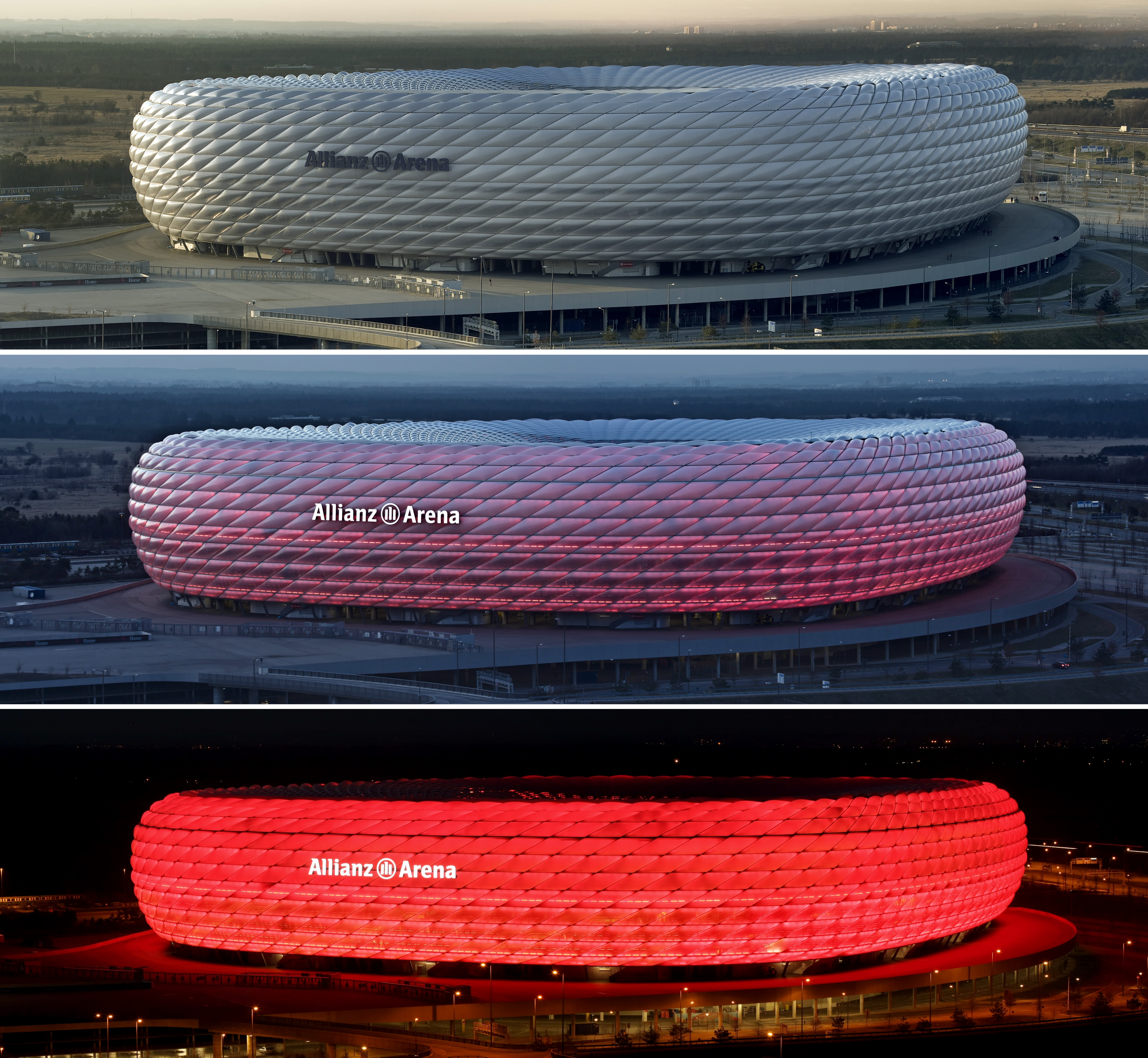
Allianz Arena München

Leuchtreklame, auch Lichtwerbung genannt, gibt es in Deutschland seit 1896.

## Deutsches Kaiserreich

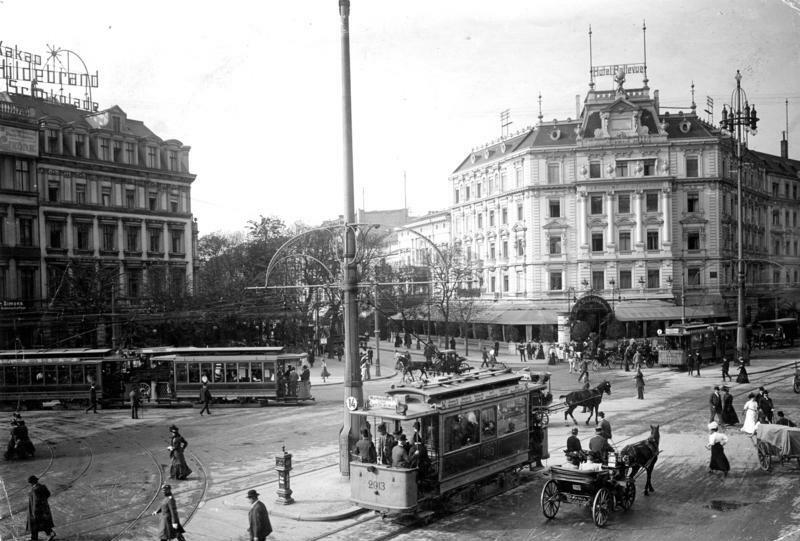
Berlin, Potsdamer Platz, 1907

Die erste nachgewiesene Lichtwerbeanlage unter Verwendung von Hochspannungs-Leuchtröhren (Kaltkathodenröhren) wurde vom Glasbläser Heinrich Geissler im Schaufenster seiner Bonner Werkstatt im Jahre 1853 installiert. Geissler hat durch die vakuumdichte Einschmelzung der Stromzuführungsdrähte in das Glas erstmals die abgeschmolzene Gasentladungsröhre (d.i die später zu seinen Ehren "Geissler'sche Röhren genannt wurden) technisch möglich gemacht. Er war der erste, der die dünnen Glasröhren in Form von Buchstaben gebogen hat, um seinen Namen als leuchtende Schrift auszuführen. Die auch Nachts leuchtende Schrift erregte Aufsehen, was zu Menschenaufläufen vor dem Schaufenster geführt haben soll. Da Geissler seine Röhren nur mit den damals bekannten unedlen Gasen (Luft, Kohlendioxid etc.) befüllen konnte, hatten aufgrund chemischer Reaktionen der Gase mit den Elektroden diese Leuchtröhren nur kurze Lebensdauer. Auch wurde die Hochspannung aus Batterien über Induktorien (d.i. Funkeninduktor) erzeugt, die nicht dauerbetriebsfest waren. Lichtwerbeanlagen mit Geissler'schen Röhren blieben -wie die Geissler'schen Röhren selbst- neben wissenschaftlicher Anwendung ein Kuriosum zur Belustigung des Volkes auf Jahrmärkten.
Als die Elektrizität in den 1890er Jahren ihren Aufstieg begann, wurde das Potential des elektrischen Lichts als Werbeträger von den Unternehmen schnell erkannt und genutzt. Die erste Lichtwerbeanlage für den Markenartikel Malton-Wein entstand 1896 am Berliner Spittelmarkt. In der Leipziger Straße in Berlin wurde 1897 eine Lichtwerbeanlage installiert, die in den Farben Rot und Weiß leuchtete.
Die 1898 ebenfalls in Berlin errichtete Lichtwerbeanlage für die Zigarettenmarke Manoli – das sogenannte Manolirad – erlangte damals eine gewisse Berühmtheit. Der beleuchtete Markenname wurde von einem Kreis aus Glühlampen umgeben, von denen jeweils eine Lampe nach der anderen kurz ausgeschaltet wurde, so dass der Eindruck eines sich drehenden Rades entstand. Die erfolgreiche Wirkung dieser neuartigen Werbeform veranlasste auch die Firma Bahlsen für ihr Produkt Leibniz-Cakes ähnliche Lichtwerbeanlagen in Berlin und anderen deutschen Großstädten zu errichten.
1902 entstand die bis dahin größte Anlage im Deutschen Reich auf dem Dach eines Berliner Geschäftshauses der Firma Rudolph Hertzog mit aus Blech geformten Buchstabenprofilen, auf denen Glühbirnen installiert wurden, so dass der Firmenname nachts weithin sichtbar war. Die Reaktionen der Zeitgenossen gegenüber der Lichtwerbung waren zwiespältig. Ablehnende Proteste richteten sich einerseits gegen die „infernalischen Lichtattentate“, die angeblich für „Nervenzerüttungen“ verantwortlich seien und „wie ein Dolchstoß“ in die Augen stachen. Andererseits wurde die These aufgestellt, dass die moderne Lichtwerbung „das hervorstechendste Merkmal moderner Kultur“ sei.
Die Behörden verhielten sich gegenüber dieser neuen Werbeform, die das abendliche und nächtliche Erscheinungsbild der Großstädte massiv veränderte, zunächst restriktiv. Um 1900 wurden polizeiliche Verbote von Lichtwerbung erlassen, mit der Begründung, das ungewohnte Licht würde die Pferde scheu machen. Städte wie München und Dresden, die sich der Bewahrung ihrer traditionellen Kunst und Kultur verschrieben hatten, verboten die Lichtwerbung lange Zeit grundsätzlich. Die behördlichen Einschränkungen hemmten vorübergehend die technische Entwicklung der Lichtwerbung.
Erst ab 1907 setzte dann eine starke Weiterentwicklung der gestalterischen Möglichkeiten von Lichtwerbeanlagen durch Elektrographenanlagen mit wechselnden Werbebotschaften und durch Konstruktionen großer Lichtwerbeanlagen mit bildlichen und szenischen Darstellungen ein. Ein bekanntes Beispiel für große animierte Lichtwerbeanlagen dieser Zeit ist die Anlage für die Sektmarke Kupferberg Gold an der Berliner Friedrichstraße aus dem Jahr 1912. Die Kupferberg-Anlage war 60 m² groß und war mit 1.600 Glühbirnen bestückt. Sie bestand aus dem zweizeiligen Schriftzug Kupferberg Gold und zeigte wie aus einer Sektflasche ein Sektglas langsam gefüllt wurde. Mit derartigen Großanlagen war zwischen 1909 und 1914 ein erster Höhepunkt der Lichtwerbung erreicht, welcher die nächtliche Großstadtatmosphäre stark veränderte. Im Ersten Weltkrieg ging die Nutzung der Lichtwerbung stark zurück, im Kriegsjahr 1916 wurde die Lichtwerbung aus energiepolitischen Gründen verboten.

## Weimarer Republik

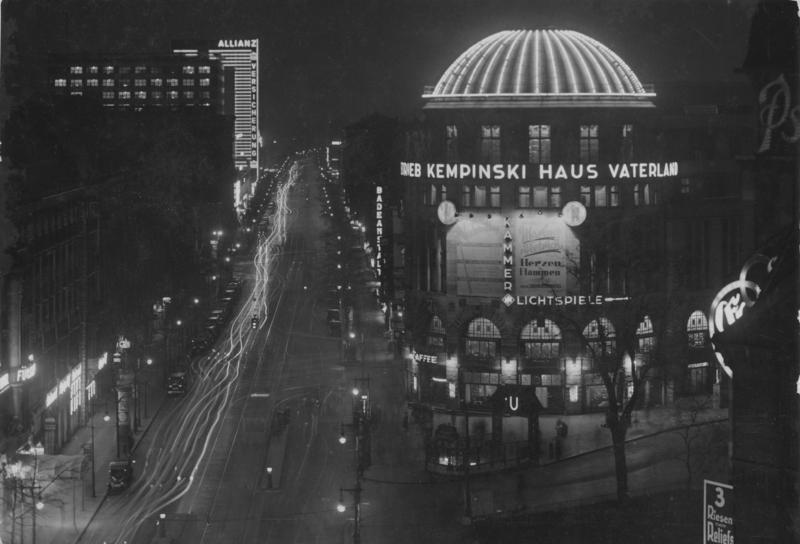
Stresemannstraße in Berlin bei Nacht, 1932

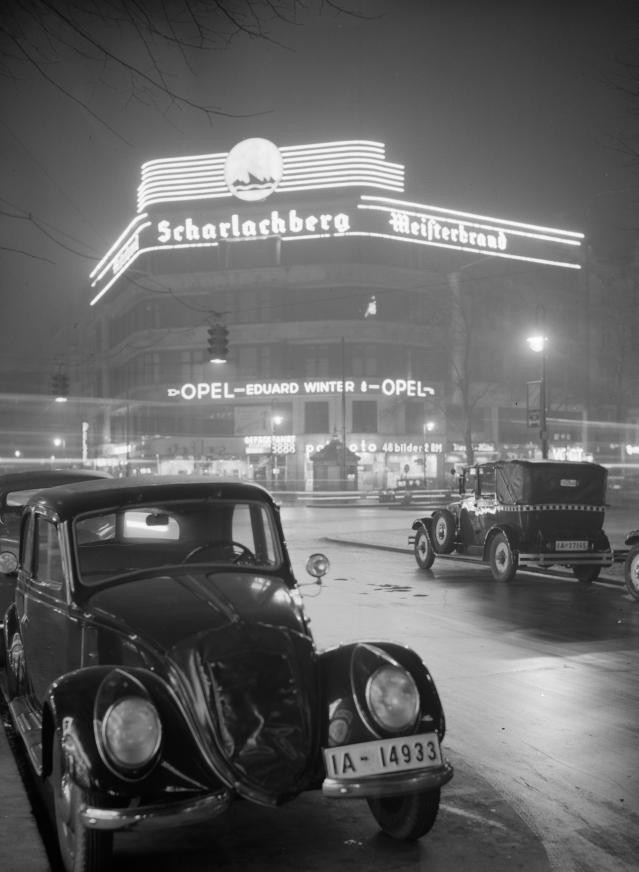
Das Haus Scharlachberg, ca. 1935

Das reichsweite Verbot der Lichtwerbung aus dem Jahre 1916 blieb mehr als fünf Jahre in Kraft und wurde erst 1922 wieder aufgehoben, allerdings wurde die Leuchtmittelsteuer deutlich angehoben, so dass viele Unternehmer den Einsatz von Lichtwerbung aus Kostengründen zunächst nicht forcierten.
Die wirtschaftlich desolate Lage und die Inflation bis 1923 hemmten zunächst einen Aufschwung der Lichtwerbebranche. Die allmähliche wirtschaftliche Erholung der Weimarer Republik in den sogenannten Goldenen Zwanzigern führte dann aber zu einem rasanten Aufschwung der Lichtwerbebranche. Laufschriftanlagen und die technisch weiterentwickelten farbigen Neonleuchten schafften völlig neue Möglichkeiten für die Lichtwerbung. Besonders in Berlin wurde durch Lichtwerbeanlagen die Nacht quasi zum Tage gemacht.
Im Zeitraum zwischen 1925 und 1929 wurde die wirtschaftliche Lage von den Markenartikelherstellern so günstig beurteilt, dass sie verstärkt Neuinstallationen großer Anlagen durchführen ließen. 1926 erregte eine Lichtwerbeanlage der Firma Odol am Potsdamer Platz in Berlin aufsehen, die zeigte, wie das Mundwasser aus der bekannten Odol-Flasche in ein Glas tropfte. Die größte Lichtwerbeanlage Europas zu dieser Zeit entstand 1929 am Haus Scharlachberg (Kurfürstendamm 211) für das alkoholische Getränk Scharlachberg Meisterbrand. Insgesamt wurden auf dieser Anlage 6.000 Glühbirnen und 70 km Verbindungskabel auf einer Fläche von 360 m² verbaut, das Gewicht der Haltekonstruktion betrug 10.000 kg.
In den 1920er Jahren trat das Neue Bauen der avantgardistischen Architekten aus dem Umfeld des Bauhauses seinen Siegeszug an. Die modernen Architekten empfanden die bis dahin montierten Lichtwerbeanlagen zumindest tagsüber nicht ästhetisch und sahen die Anlagen als Fremdkörper an den Fassaden oder auf den Dächern der Gebäude. Durch die Beschäftigung mit der Lichtwerbung entdeckten die Architekten völlig neue Gestaltungsmöglichkeiten und machten das nächtliche Bild von Gebäudefassaden und Straßen zu einer künstlerischen Lichtarchitektur. Die Fachzeitschrift Bauwelt schrieb, dass kaum ein neuer Baustoff so viele Möglichkeiten biete, wie das Licht.

## NS-Zeit

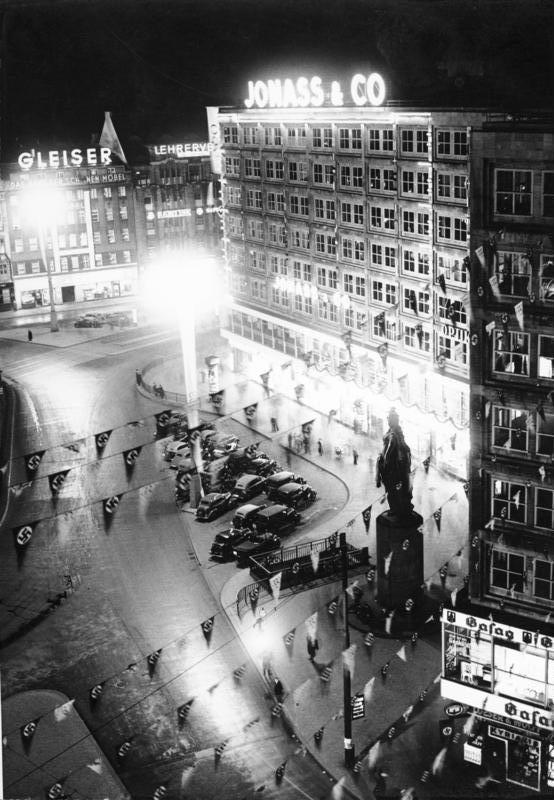
Berlin Alexanderplatz, 1936

Unmittelbar nach der Machtergreifung wurde die gesamte Werbewirtschaft durch die Nationalsozialisten gelenkt. Grundlage war das „Gesetz über Wirtschaftswerbung“, welches festlegte, dass das „gesamte öffentliche und private Werbungs-, Anzeigen-, Ausstellungs-, Messe- und Reklamewesen der Aufsicht des Reichs“ unterliegt und die Aufsicht der gesamten Wirtschaftswerbung durch den Werberat der deutschen Wirtschaft erfolgen sollte. Ziel der Nationalsozialisten war es, durch die Kontrolle der gesamten Werbebranche Propaganda in eigener Sache machen zu können und das Konsumverhalten des Volkes im nationalsozialistischen Sinne zu beeinflussen.
Bis zum Ausbruch des Zweiten Weltkriegs hatte die Lichtwerbung für die Öffentlichkeit eine große Bedeutung, denn sie galt als Zeichen wirtschaftlichen Aufschwungs nach der Weltwirtschaftskrise. Die nationalsozialistischen Behörden forderten in den Jahren 1933/34 die Ladenbesitzer und Werbungstreibenden auf, mehr Lichtwerbeanlagen zu installieren, um zu einer Belebung der nächtlichen Innenstädte beizutragen.
Nach 1933 wurden viele kleinere Lichtwerbeanlagen an Einzelhandelsgeschäften montiert, während die Installation von Großanlagen deutlich zurückging. Die erstarkte Heimatschutzbewegung forderte strikte Einschränkungen der Licht- und Außenwerbung, die dann in der Bekanntmachung des Werberates der Deutschen Wirtschaft Ausdruck fanden: „Leuchtanschlag darf am Tage nicht verunstaltend wirken.“
Durch den Kriegsbeginn im September 1939 wurde auf Grundlage des Luftschutzgesetzes die Verdunkelung des Reichsgebietes angeordnet. Die gesetzliche Pflicht zur Verdunkelung machte das Betreiben von konventionellen Lichtwerbeanlagen demnach zu einem Straftatbestand. Um der Verdunkelungspflicht zu genügen, wurden Leuchtfarben für die nächtliche Werbung eingesetzt – es entstand eine regelrechte „Verdunkelungs-Werbeindustrie“.
Im weiteren Kriegsverlauf wurde die Lichtwerbung neben der Verdunkelungspflicht zusätzlich durch Maßnahmen zur Energie- und Rohstoffeinsparung weiter eingeschränkt und schließlich wurde die Herstellung von Lichtwerbeanlagen ab dem 15. März 1942 verboten. Von diesem Zeitpunkt an war die Lichtwerbung in deutschen Städten bis nach dem Zweiten Weltkrieg verschwunden.

## Deutsche Demokratische Republik

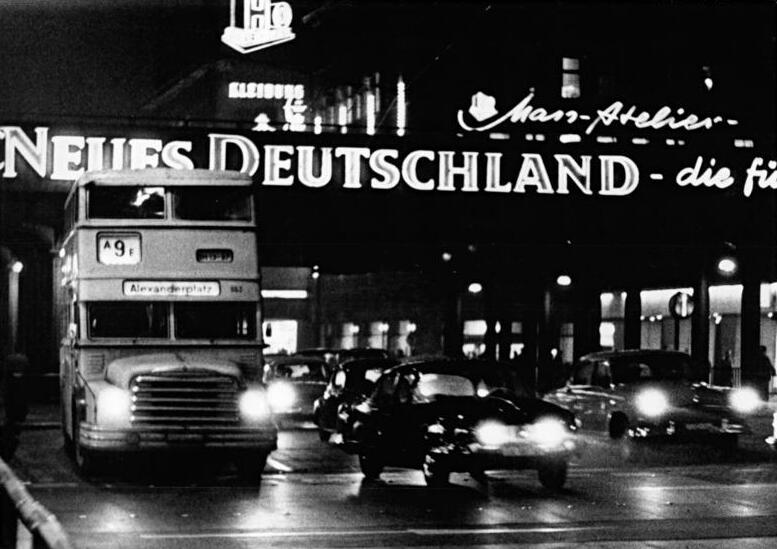
Ost-Berlin Alexanderplatz, 1964

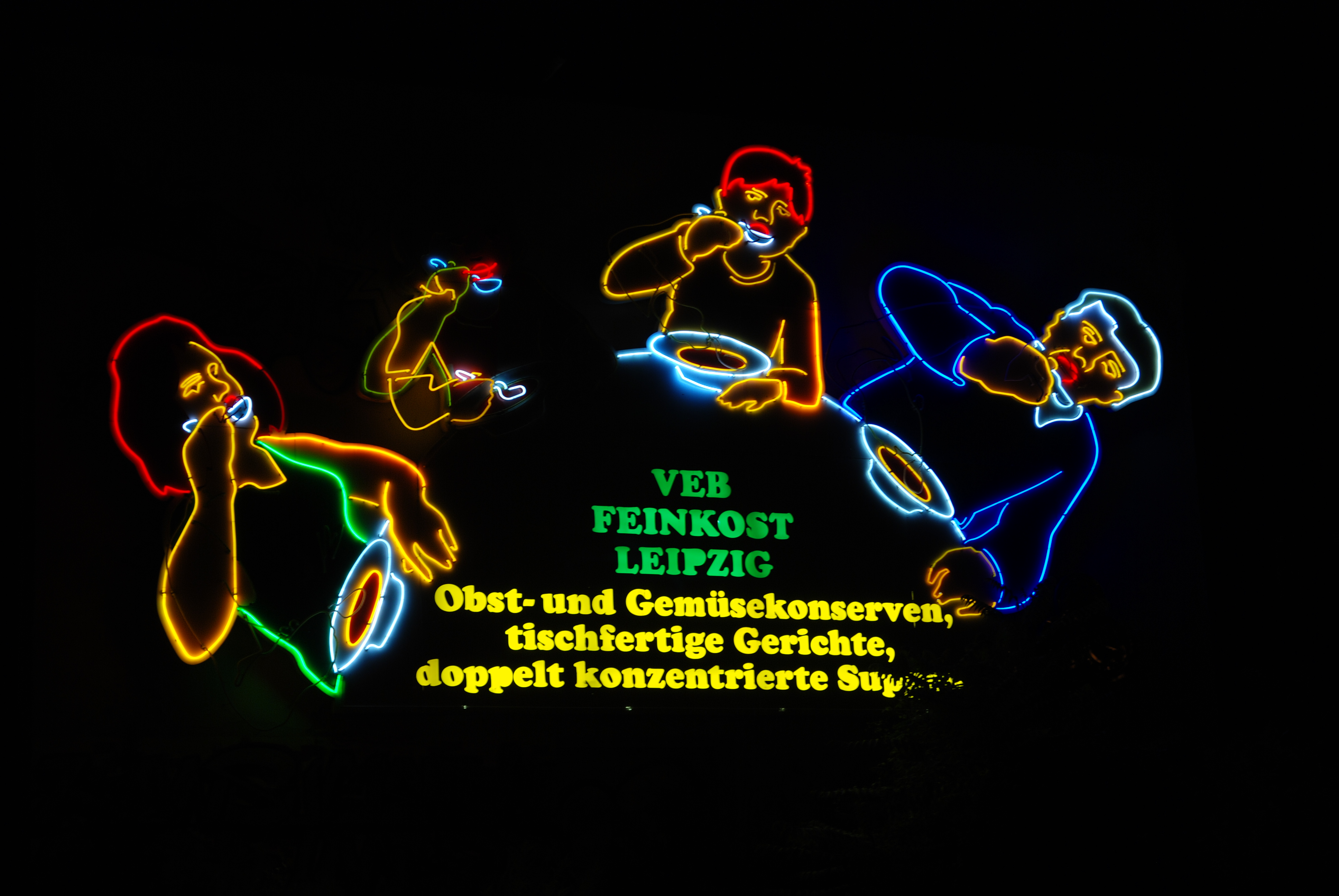
Neonanlage in Leipzig, Baujahr 1974/75

Bereits kurz nach Kriegsende wurde auf Anordnung der sowjetischen Besatzungsmacht eine beachtliche Menge an Leuchtröhren – allerdings nicht zu Werbezwecken – hergestellt. Die Produktion und Installation von Lichtröhren diente in erster Linie der Kennzeichnung von Kommandanturen der Militärbehörden in Form von Sowjetsternen. Eine darüber hinausgehende Ausstattung der Städte mit Lichtwerbeanlagen war in den Anfangsjahren der DDR nicht erwünscht. Die Lichtwerbung in den westlichen Metropolen wurde von den politischen Funktionären der DDR als „Ausgeburt des Kapitalismus“ bezeichnet. Nach dem Aufstand des 17. Juni 1953 setzte ein Umdenken ein: Die Machthaber in der DDR sahen sich verstärkt dem Wettbewerb der Systeme ausgesetzt und wollten ihre volkswirtschaftlichen Bestrebungen in ein möglichst günstiges Licht rücken. Neben einer allmählichen Verbesserung der Versorgungslage gehörte auch die Ausleuchtung der Städte zu den geplanten Vorhaben. Zunächst wurden die Prestigeneubauten in der Stalinallee in Ost-Berlin mit aufwändiger Straßenbeleuchtung und Lichtwerbung ausgestattet.
In den anderen Großstädten der DDR hinkte diese Entwicklung hinterher. Der damalige Staatsratsvorsitzende Walter Ulbricht stellte bei einem Messerundgang fest, dass im Zentrum von Leipzig abends überall Finsternis herrsche und forderte, dass zur nächsten Frühjahrsmesse auch die Messestadt Leipzig im Licht zu erstrahlen habe. Das damalige SED-Bezirksorgan Leipziger Volkszeitung forderte im Mai 1955: „Unsere Stadt muss als Handelsmetropole von Weltgeltung selbstverständlich ein modernes Gesicht haben, auch bei Nacht. Der Leser möge nur einmal einen nächtlichen Bummel durch das Zentrum machen. Ein fast tiefes Dunkel wird ihn umgeben […] von Ausnahmen natürlich abgesehen.“ Um diesen Zustand abzustellen, rief die Stadtverwaltung zu einem mit 1000 Mark dotierten Ideenwettbewerb auf. In der Folge wurden zahlreiche Lichtwerbeanlagen in Leipzig installiert, so dass die Fachpublikation 'Neue Werbung' im Dezember 1957 unter der Überschrift „Leipzig ist helle“ die Umsetzung der geforderten Maßnahmen meldete. In den 1960er Jahren wurden auch für Industriestandorte, wie Schwedt oder Eisenhüttenstadt, Lichtwerbekonzepte erstellt und ganze Straßenzüge mit Lichtwerbung gestaltet. Lichtwerbeanlagen und Neonschriftzüge wurden auch weiterhin zur politischen Agitation eingesetzt, so wurde 1968 eine Anlage mit dem Schriftzug Der Sozialismus siegt! auf einem Hochhaus in Dresden installiert.
Bis in die 1970er Jahre wurden Großanlagen auf den Dächern der Neubauten geplant und errichtet, die wie Lichtachsen durch die Zentren der Städte führten. Es wurde bei diesen Großanlagen oft farbiges Wechsellicht eingesetzt, um eine möglichst dynamische Wirkung zu entfalten. Die sogenannte Löffelfamilie warb für Konserven mit Obst und Gemüse eines VEB aus Leipzig und leerte mit ruckartigen Armbewegungen unermüdlich ihre Teller. Mit dem frei nach Goethe zitierten Gruß Mein Leipzig lob’ ich mir … hieß die Messestadt ihre Besucher gegenüber dem Hauptbahnhof mit einer Lichtwerbeanlage willkommen. Für diese Großanlage waren vier Kilometer Leuchtröhren erforderlich, die minutiös geschaltet waren, um die gewünschten dynamischen Effekte zu erzielen. Im Jahre 2007 wurde diese Dachanlage demontiert.

## Bundesrepublik Deutschland

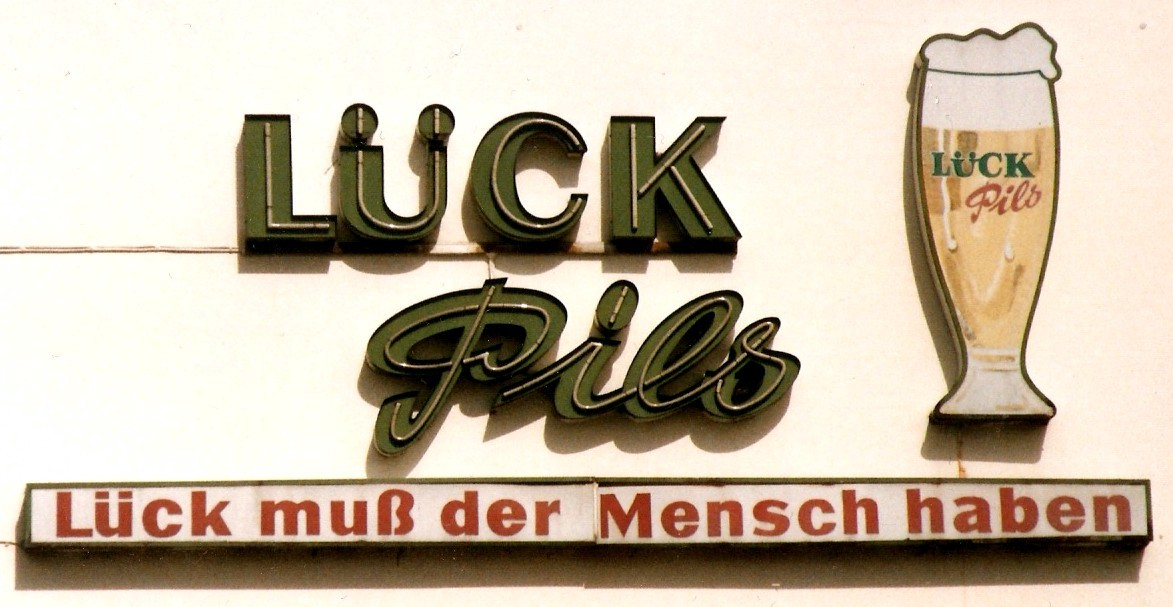
Neonprofil und Leuchttransparente
Lübeck, 1960er Jahre

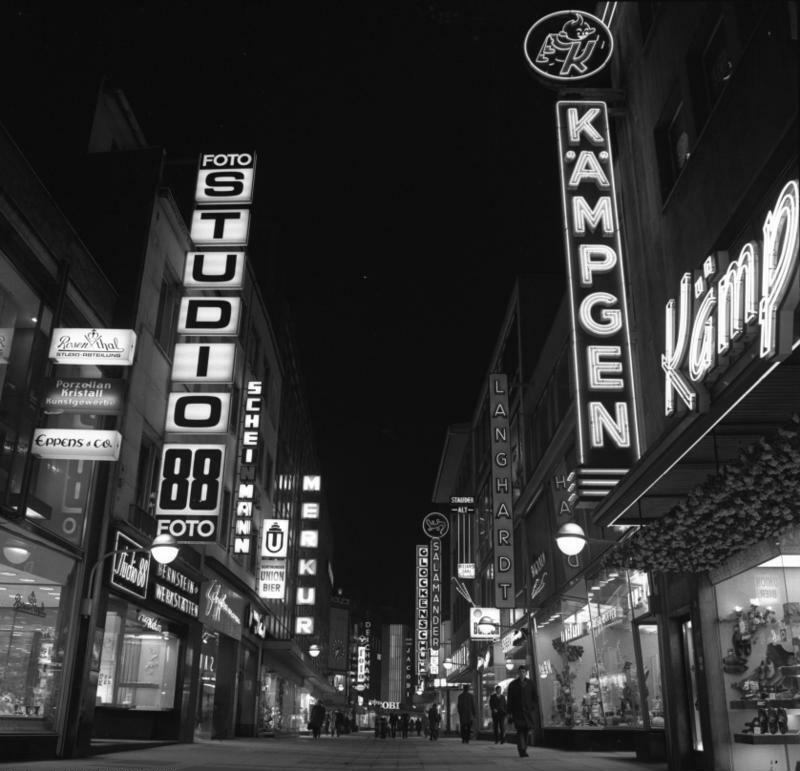
Hohe Straße in Köln, 1968

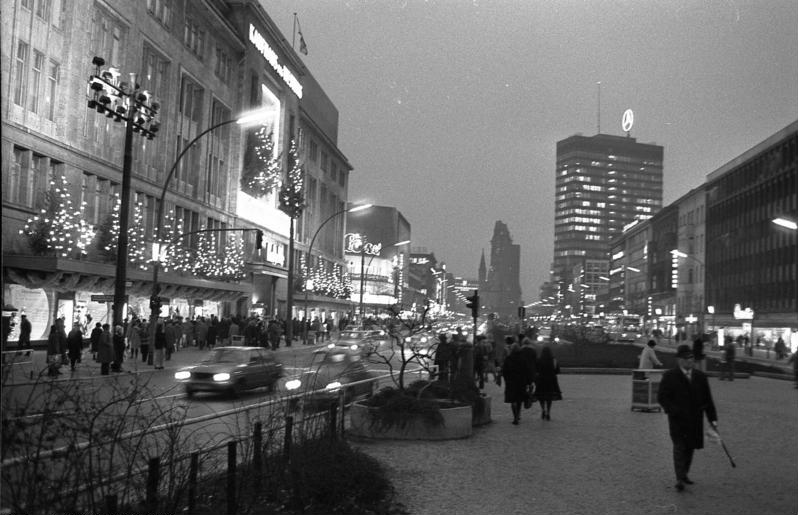
Wittenbergplatz in West-Berlin, 1975

Mit dem einsetzenden Wirtschaftswunder der 1950er Jahre erholte sich auch die Lichtwerbebranche rasch. Lichtwerbeanlagen, geformt aus dynamisch geschwungenen Neonkonturen mit brillant leuchtenden Farben wurden zu einem Synonym für Aufbruch und Wohlstand in der jungen Bundesrepublik. Die Lichtwerbung lockte die Menschen nach der entbehrungsreichen Kriegs- und Nachkriegszeit in die Kinos, Gaststätten und Geschäfte. Die Neonschriftzüge prägten das nächtliche Erscheinungsbild bundesdeutscher Städte in den 1950er Jahren.
Die individuell gefertigten Neonanlagen wurden in den 1960er und 1970er Jahren zunehmend durch hinterleuchtete Acrylglaskästen mit Folienbeschriftung ersetzt. Die standardisierten Leuchtkästen ließen sich zwar einfacher produzieren, doch die Gestaltungsmöglichkeiten dieser Leuchttransparente war gegenüber den filigranen Anlagen aus geformten Leuchtstoffröhren stark reduziert.
Ab den 1960er Jahren wurden an Ausfallstraßen und in den Innenstädten vermehrt große Lichtwerbeanlagen installiert. So wurde im Auftrag der Firma Agfa eine der größten freistehenden Werbeanlagen der Bundesrepublik errichtet. Die 111 m² große Agfa-Anlage an der Autobahn bei Neuwied war mit 700 Leuchtröhren bestückt. Der Automobilhersteller Mercedes-Benz ließ eine 20 m hohe Werbeanlage am Flughafen Berlin-Tegel errichteten und einen 10 m hohen Mercedesstern auf einem Hochhausdach nahe der Kaiser-Wilhelm-Gedächtniskirche in West-Berlin rotieren.